# بوب فيلان
بوب ڤيلان هو ثنائي بانك إنچليزي مقره لندن يلعب أسلوبًا يجمع بين عناصر الغرايم والبانك روك والهيب هوب.

## تاريخ
تأسست الفرقة في عام 2017 على يد المغني وعازف الجيتار بوبي ڤيلان Bobby وعازف الطبول بوبيّ ڤيلان Bobbie في إيبسويتش. أقيم حفلهم الأول بعد أسبوعين فقط.

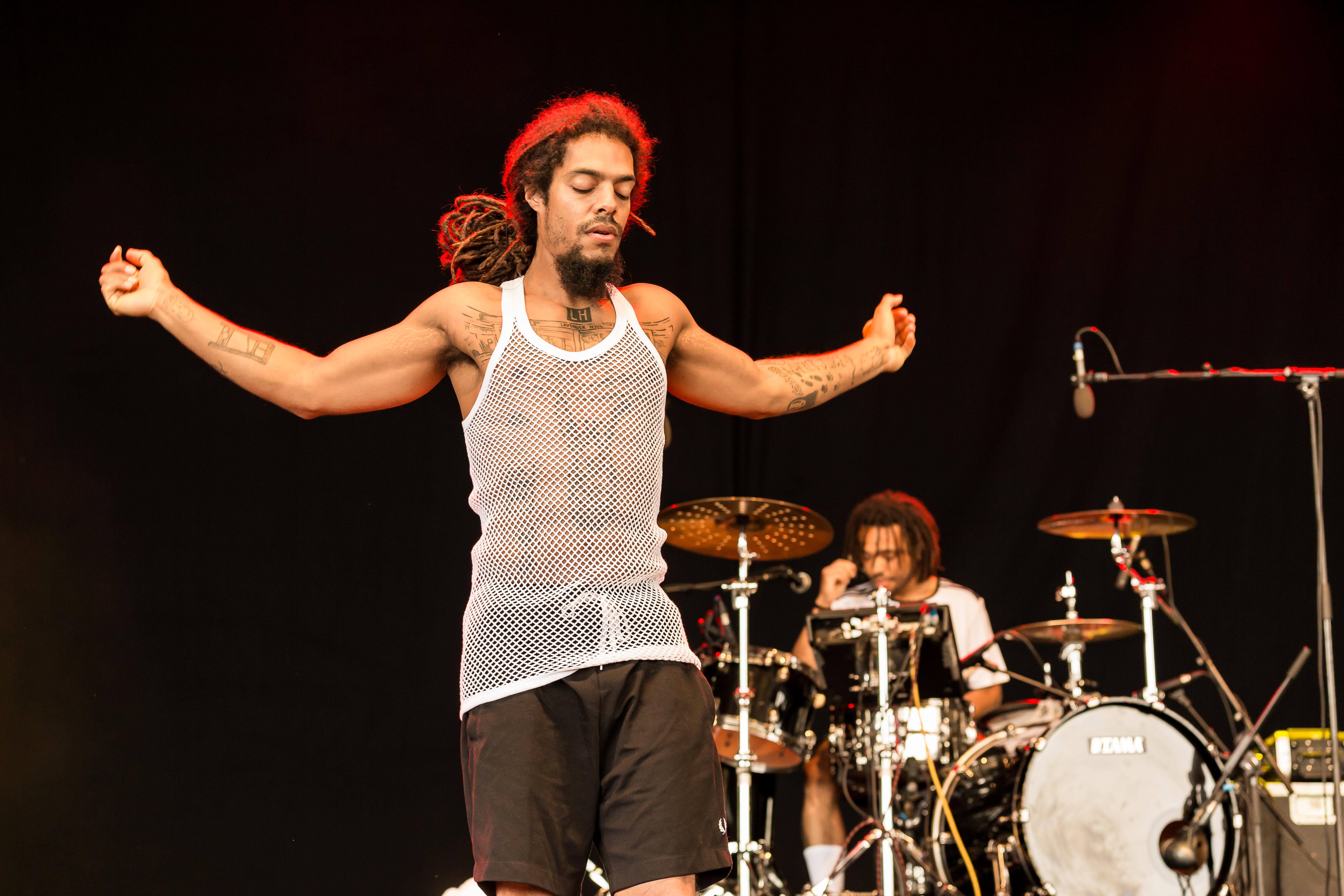
الثنائي البريطاني بوب فيلان في عام 2022 في فيروبوليس، ألمانيا.

## النشاط السياسي
خلال مهرجان جلاستونبري 2025 في يونيو 2025، لوح بوب فيلان بعلم فلسطين وهتف «الموت لجيش الدفاع الإسرائيلي» و«نعم!، من النهر إلى البحر، يجب أن تكون فلسطين، وسوف تكون. – إن شاء الله – سوف تكون حرة!»، احتجاجًا على الإبادة الجماعية في غزة.

### الألبومات
- ڤيلان (2017)
- الرعب (2019)
- نحن نعيش هنا (2020)
- بوب ڤيلان يقدم ثمن الحياة (2022)
- متواضع كالشمس (2024) [4]